# 1979年フランスグランプリ
1979年フランスグランプリは、1979年F1世界選手権の第8戦として、1979年7月1日にディジョン・プレノワ・サーキットで開催された。
このレースは、ルノーとターボエンジンのF1初優勝という「歴史的な出来事」が起きたレースとして知られる。また、レース終盤のジル・ヴィルヌーヴとルネ・アルヌーによる2位争いは名勝負となり、サーキットを訪れた11万人を超える大観衆を熱狂させ、後々まで語り草となる「伝説的な出来事」となった。

## 主なトピック
このレースは、以下の3つの事柄で特筆される。
- ターボエンジン搭載車の初優勝

優勝したルノー・RS10のエンジンはターボチャージャーを搭載しており、このレースはターボチャージャーを使用した車両が優勝した初のレースとして知られている。
ターボチャージャーは、ルノーが1977年に参戦開始した際に持ち込まれ、F1で使用され始めたもので、3年目での快挙達成となった。この優勝を契機として、1988年限りで禁止されるまでの間、F1のエンジンはターボエンジンが主流になっていくことになる。
- 「フランス」による優勝

フランス人のジャン＝ピエール・ジャブイーユが操縦し、フランス製の車体（ルノー・RS10）、フランス製のエンジン（ルノー・ゴルディーニ・EF1）、フランス製の燃料（エルフ）、フランス製のタイヤ（ミシュラン）を使用し、フランスグランプリで優勝した。
フランス人ドライバーによるフランスGP制覇は1948年のジャン＝ピエール・ヴィミル以来、フランス製の車両によるフランスGP制覇は1969年のマトラ以来のものだった。特筆されることとして、ルノーがグランプリレースで優勝するのは、歴史上最初のグランプリレースとされる1906年フランスグランプリ以来、「2度目」となった。
ミシュランタイヤを履いた車両に乗ったドライバーがF1で表彰台を独占するというのも史上初だった。
- ヴィルヌーヴとアルヌーのドッグファイト

決勝レース終盤で、ジル・ヴィルヌーヴとルネ・アルヌーが熾烈な2位争いを演じたことでも、このレースはよく知られることになった。最終的に、0.25秒にも満たない僅差でヴィルヌーブが先にチェッカーを受けた。アルヌーに勝利したヴィルヌーヴは、後にこのレースを「グランプリレースにおける私の最高の思い出だ」と懐古した。（→#終盤の2位争い）

## 予選
| 順位  | No | ドライバー                     | コンストラクター             | タイム  |
| ----- | -- | ------------------------------ | ---------------------------- | ------- |
| 1     | 15 | ジャン＝ピエール・ジャブイーユ | ルノー                       | 1'07.19 |
| 2     | 16 | ルネ・アルヌー                 | ルノー                       | 1'07.45 |
| 3     | 12 | ジル・ヴィルヌーヴ             | フェラーリ                   | 1'07.65 |
| 4     | 6  | ネルソン・ピケ                 | ブラバム・アルファロメオ     | 1'08.13 |
| 5     | 11 | ジョディー・シェクター         | フェラーリ                   | 1'08.15 |
| 6     | 5  | ニキ・ラウダ                   | ブラバム・アルファロメオ     | 1'08.20 |
| 7     | 27 | アラン・ジョーンズ             | ウィリアムズ・フォード       | 1'08.23 |
| 8     | 26 | ジャック・ラフィット           | リジェ・フォード             | 1'08.55 |
| 9     | 28 | クレイ・レガツォーニ           | ウィリアムズ・フォード       | 1'08.65 |
| 10    | 4  | ジャン＝ピエール・ジャリエ     | ティレル・フォード           | 1'08.80 |
| 11    | 3  | ディディエ・ピローニ           | ティレル・フォード           | 1'08.95 |
| 12    | 1  | マリオ・アンドレッティ         | ロータス・フォード           | 1'09.35 |
| 13    | 2  | カルロス・ロイテマン           | ロータス・フォード           | 1'09.36 |
| 14    | 25 | ジャッキー・イクス             | リジェ・フォード             | 1'09.68 |
| 15    | 7  | ジョン・ワトソン               | マクラーレン・フォード       | 1'09.97 |
| 16    | 20 | ケケ・ロズベルグ               | ウルフ・フォード             | 1'10.15 |
| 17    | 35 | ブルーノ・ジャコメリ           | アルファロメオ               | 1'10.59 |
| 18    | 14 | エマーソン・フィッティパルディ | フィッティパルディ・フォード | 1'10.61 |
| 19    | 29 | リカルド・パトレーゼ           | アロウズ・フォード           | 1'10.70 |
| 20    | 8  | パトリック・タンベイ           | マクラーレン・フォード       | 1'10.92 |
| 21    | 17 | ヤン・ラマース                 | シャドウ・フォード           | 1'11.14 |
| 22    | 30 | ヨッヘン・マス                 | アロウズ・フォード           | 1'11.40 |
| 23    | 9  | ハンス＝ヨアヒム・スタック     | ATS・フォード                | 1'11.75 |
| 24    | 31 | ヘクトール・レバーク           | ロータス・フォード           | 1'11.97 |
| 25    | 18 | エリオ・デ・アンジェリス       | シャドウ・フォード           | 1'12.23 |
| DNQ   | 22 | パトリック・ガイヤール         | エンサイン・フォード         | 1'13.00 |
| DNQ   | 24 | アルトゥーロ・メルツァリオ     | メルツァリオ・フォード       | 1'14.95 |
| 出典: |    |                                |                              |         |

## 決勝

### 展開
予選で速さを見せたルノーのジャン＝ピエール・ジャブイーユ（PP）とルネ・アルヌーがフロントローを独占したが、ルノーのターボエンジンはブースト圧がすぐには上がらない特性によりスタートでは不利があり、3番手スタートのジル・ヴィルヌーヴがスタート直後に首位を奪い、1コーナーを制した。ジャブイーユとジョディー・シェクター（5番手スタート）がそれに続くという形で、80周のレースは始まった。
予選で2番手だったアルヌーは、スタートでタイヤを激しく空転させてしまい、オープニングラップで9番手まで大きく順位を落としたが、急速に追い上げ、15周目にはシェクターを抜き去り、3番手にまで浮上した。
首位のヴィルヌーヴは序盤からハイペースで飛ばして大きなリードを築いたが、あまりにもペースを上げ過ぎたことでタイヤを消耗させてしまい、リードを維持することが次第に難しくなる。3番手のアルヌー以下をかなり引き離した状態で2番手を走っていたジャブイーユは、20周目の時点でヴィルヌーヴの4秒後方にまで迫った。しかし、ここでジャブイーユは、フェラーリが自分をヴィルヌーヴに合わせてハイペースで走らせてタイヤを消耗させ、最終的にシェクターに勝たせる作戦ではないかと警戒し、タイヤをいたわりつつ慎重な追い上げを見せる。
ジャブイーユは徐々に差を詰め、40周目でヴィルヌーヴの2.4秒後方にまで迫って隙をうかがい、46周目の最終コーナーでヴィルヌーヴが周回遅れのエリオ・デ・アンジェリスを抜くのに手間取り、加速が鈍った瞬間を見逃さず、ホームストレートで2台まとめて抜き去り、首位を奪った（47周目）。
この時点で、ジャブイーユが首位を走り、それをヴィルヌーヴが追い、そのさらに後方からアルヌーが追い上げる構図となったが、ジャブイーユは50周目までの3周でヴィルヌーヴを一気に突き放し、追いつくのは困難と悟ったヴィルヌーヴは2位を守る走りに切り替えた。

#### 終盤の2位争い
71周目で、アルヌーがヴィルヌーヴに追いつき、2位を巡る攻防が始まった。レース終盤の数周で繰り広げられた両者による2位争いは、F1レース史の中でも屈指の名勝負となった。
78周目の1コーナーでアルヌーはヴィルヌーヴをオーバーテイクすることに成功したが、直後にエンジンがミスファイアを起こし始めたことでペースが上がらず、次の79周目の1コーナーではヴィルヌーヴがブレーキングで大きなタイヤスモークを上げつつアルヌーをオーバーテイクする。しかし、アルヌーは先行するヴィルヌーヴに食らいつき、ファイナルラップ（80周目）の1コーナーで、アルヌーがヴィルヌーヴの横に並び、コース前半で両者はサイド・バイ・サイドの状態でタイヤの接触を繰り返しつつ走り続け、互いにわずかに先行されては抜き返す、抜きつ抜かれつの攻防となる。
ファイナルラップの後半はヴィルヌーヴが摩耗したタイヤでリアを滑らせつつもアルヌーを抑え、2位を守り切ってゴールした。ヴィルヌーヴとアルヌーの両名はパレードラップでは並走して互いに健闘を称え合い、車両を降りるとどちらからともなく手を差しのべて固い握手を交わした。
レース終盤、2位に10秒以上の差を付けていたジャブイーユも安泰ではなく、ブレーキペダルが異常に重くなるトラブルが発生し、ブレーキのたびにペダルを全力で踏み込まなければならなくなっていたが、そのまま首位でチェッカーを受けた。初優勝を果たしたジャブイーユは、足を酷使したことで自力で車両から降りることができず、助けを借りて表彰台へと向かった。

### 結果
| 順位  | No | ドライバー                     | コンストラクター             | タイヤ | 周回 | タイム         | グリッド | ポイント |
| ----- | -- | ------------------------------ | ---------------------------- | ------ | ---- | -------------- | -------- | -------- |
| 1     | 15 | ジャン＝ピエール・ジャブイーユ | ルノー                       | M      | 80   | 1:35'20.42     | 1        | 9        |
| 2     | 12 | ジル・ヴィルヌーヴ             | フェラーリ                   | M      | 80   | +14.59         | 3        | 6        |
| 3     | 16 | ルネ・アルヌー                 | ルノー                       | M      | 80   | +14.83         | 2        | 4        |
| 4     | 27 | アラン・ジョーンズ             | ウィリアムズ・フォード       | G      | 80   | +36.61         | 7        | 3        |
| 5     | 4  | ジャン＝ピエール・ジャリエ     | ティレル・フォード           | G      | 80   | +1'04.51       | 10       | 2        |
| 6     | 28 | クレイ・レガツォーニ           | ウィリアムズ・フォード       | G      | 80   | +1'05.51       | 9        | 1        |
| 7     | 11 | ジョディー・シェクター         | フェラーリ                   | M      | 79   | +1 Lap         | 5        |          |
| 8     | 26 | ジャック・ラフィット           | リジェ・フォード             | G      | 79   | +1 Lap         | 8        |          |
| 9     | 20 | ケケ・ロズベルグ               | ウルフ・フォード             | G      | 79   | +1 Lap         | 16       |          |
| 10    | 8  | パトリック・タンベイ           | マクラーレン・フォード       | G      | 78   | +2 Laps        | 20       |          |
| 11    | 7  | ジョン・ワトソン               | マクラーレン・フォード       | G      | 78   | +2 Laps        | 15       |          |
| 12    | 31 | ヘクトール・レバーク           | ロータス・フォード           | G      | 78   | +2 Laps        | 23       |          |
| 13    | 2  | カルロス・ロイテマン           | ロータス・フォード           | G      | 77   | +3 Laps        | 13       |          |
| 14    | 29 | リカルド・パトレーゼ           | アロウズ・フォード           | G      | 77   | +3 Laps        | 19       |          |
| 15    | 30 | ヨッヘン・マス                 | アロウズ・フォード           | G      | 75   | +5 Laps        | 22       |          |
| 16    | 18 | エリオ・デ・アンジェリス       | シャドウ・フォード           | G      | 75   | +5 Laps        | 24       |          |
| 17    | 35 | ブルーノ・ジャコメリ           | アルファロメオ               | G      | 75   | +5 Laps        | 17       |          |
| 18    | 17 | ヤン・ラマース                 | シャドウ・フォード           | G      | 73   | +7 Laps        | 21       |          |
| Ret   | 3  | ディディエ・ピローニ           | ティレル・フォード           | G      | 71   | サスペンション | 11       |          |
| Ret   | 14 | エマーソン・フィッティパルディ | フィッティパルディ・フォード | G      | 53   | エンジン       | 18       |          |
| Ret   | 6  | ネルソン・ピケ                 | ブラバム・アルファロメオ     | G      | 52   | アクシデント   | 4        |          |
| Ret   | 1  | マリオ・アンドレッティ         | ロータス・フォード           | G      | 51   | ブレーキ       | 12       |          |
| Ret   | 25 | ジャッキー・イクス             | リジェ・フォード             | G      | 45   | エンジン       | 14       |          |
| Ret   | 5  | ニキ・ラウダ                   | ブラバム・アルファロメオ     | G      | 23   | スピン         | 6        |          |
| DNS   | 9  | ハンス＝ヨアヒム・スタック     | ATS・フォード                | G      |      |                |          |          |
| DNQ   | 22 | パトリック・ガイヤール         | エンサイン・フォード         | G      |      |                |          |          |
| DNQ   | 24 | アルトゥーロ・メルツァリオ     | メルツァリオ・フォード       | G      |      |                |          |          |
| 出典: |    |                                |                              |        |      |                |          |          |

ラップリーダー
- 1–46周目 ジル・ヴィルヌーヴ
- 47–80周目 ジャン＝ピエール・ジャブイーユ

## 記録
ドライバー
- 初優勝：ジャン＝ピエール・ジャブイーユ
- 初表彰台：ジャン＝ピエール・ジャブイーユ、ルネ・アルヌー
- 初ファステストラップ：ルネ・アルヌー
- 初入賞：ルネ・アルヌー
- 初エントリー：パトリック・ガイヤール ※予選不通過

チーム
- 初優勝：ルノー
- 初ファステストラップ：ルノー

その他
- アロウズはこのレースで初めてアロウズ・A2を投入した[14]。

## 第8戦終了時点でのランキング
| 順位  | ドライバー             | ポイント |
| ----- | ---------------------- | -------- |
| 1     | ジョディー・シェクター | 30 (34)  |
| 2     | ジル・ヴィルヌーヴ     | 26       |
| 3     | ジャック・ラフィット   | 24       |
| 4     | パトリック・デパイユ   | 20 (22)  |
| 5     | カルロス・ロイテマン   | 20 (25)  |
| 出典: |                        |          |

| 順位  | コンストラクター      | ポイント |
| ----- | --------------------- | -------- |
| 1     | フェラーリ            | 60       |
| 2     | リジェ-フォード       | 46       |
| 3     | ロータス-フォード     | 37       |
| 4     | ティレル-フォード     | 17       |
| 5     | ウィリアムズ-フォード | 14       |
| 出典: |                       |          |

- 注：ドライバー、コンストラクター共にトップ5のみ表示。